# Dmitrij Sakuněnko
Dmitrij Nikolajevič Sakuněnko (rusky Дмитрий Николаевич Сакуненко; 7. ledna 1930 Talmenka, Ruská SFSR – 13. září 2014) byl sovětský rychlobruslař.
Od roku 1950 startoval na sovětských šampionátech, v roce 1957 jej vyhrál. Na mezinárodní scéně se poprvé představil v roce 1954, kdy debutoval pátým místem na Mistrovství světa. V následujícím roce byl na světovém šampionátu čtvrtý a z Mistrovství Evropy si přivezl bronzovou medaili. Zúčastnil se Zimních olympijských her 1956 (5000 m – 16. místo). Poslední závod absolvoval v roce 1960.